# Gymnastique artistique aux Jeux olympiques d'été de 1996
Navigation
Barcelone 1992 Sydney 2000

## Résultats hommes

### Concours par équipes
| Médaille                            | Nom | Pays    | Points  |
| ----------------------------------- | --- | ------- | ------- |
| Médaille d'or, Jeux olympiques      | Aleksey Nemov Aleksey Voropayev Sergey Kharkov Nikolay Kryukov Yevgeni Podgorny Dmitriy Trush Dmitri Vasilenko          | Russie  | 576.778 |
| Médaille d'argent, Jeux olympiques  | Li Xiaoshuang Zhang Jingin Shen Jian Fan Bin Huang Liping Huang Huadong Fan Hongbin                                     | Chine   | 575.539 |
| Médaille de bronze, Jeux olympiques | Rustam Sharipov Oleksandr Svetlichnyi Volodymyr Shamenko Ihor Korobchynskyy Yuri Yermakov Oleg Kosiak Hryhoriy Misyutin | Ukraine | 571.541 |

### Concours général individuel
| Médaille                            | Nom            | Pays        | Points |
| ----------------------------------- | -------------- | ----------- | ------ |
| Médaille d'or, Jeux olympiques      | Li Xiaoshuang  | Chine       | 58.423 |
| Médaille d'argent, Jeux olympiques  | Aleksey Nemov  | Russie      | 58.374 |
| Médaille de bronze, Jeux olympiques | Vitaly Scherbo | Biélorussie | 58.197 |

### Finales par engins

#### Sol hommes
| Médaille                            | Nom                  | Pays   | Points |
| ----------------------------------- | -------------------- | ------ | ------ |
| Médaille d'or, Jeux olympiques      | Ioánnis Melissanídis | Grèce  | 9.850  |
| Médaille d'argent, Jeux olympiques  | Li Xiaoshuang        | Chine  | 9.837  |
| Médaille de bronze, Jeux olympiques | Alexei Nemov         | Russie | 9.750  |

#### Cheval d'arçons hommes
| Médaille                            | Nom           | Pays     | Points |
| ----------------------------------- | ------------- | -------- | ------ |
| Médaille d'or, Jeux olympiques      | Donghua Li    | Suisse   | 9.875  |
| Médaille d'argent, Jeux olympiques  | Marius Urzica | Roumanie | 9.825  |
| Médaille de bronze, Jeux olympiques | Alexei Nemov  | Russie   | 9.787  |

#### Anneaux hommes
| Médaille                            | Nom                              | Pays             | Points |
| ----------------------------------- | -------------------------------- | ---------------- | ------ |
| Médaille d'or, Jeux olympiques      | Yuri Chechi                      | Italie           | 9.887  |
| Médaille d'argent, Jeux olympiques  | Dan Burincă Szilveszter Csollany | Roumanie Hongrie | 9.812  |
| Médaille de bronze, Jeux olympiques | -                                | -                |        |

#### Saut hommes
| Médaille                            | Nom            | Pays         | Points |
| ----------------------------------- | -------------- | ------------ | ------ |
| Médaille d'or, Jeux olympiques      | Alexei Nemov   | Russie       | 9.787  |
| Médaille d'argent, Jeux olympiques  | Yeo Hong-chul  | Corée du Sud | 9.756  |
| Médaille de bronze, Jeux olympiques | Vitaly Scherbo | Biélorussie  | 9.724  |

#### Barres parallèles hommes
| Médaille                            | Nom             | Pays        | Points |
| ----------------------------------- | --------------- | ----------- | ------ |
| Médaille d'or, Jeux olympiques      | Rustam Sharipov | Ukraine     | 9.837  |
| Médaille d'argent, Jeux olympiques  | Jair Lynch      | États-Unis  | 9.825  |
| Médaille de bronze, Jeux olympiques | Vitaly Scherbo  | Biélorussie | 9.800  |

#### Barre fixe hommes
| Médaille                            | Nom                                 | Pays                     | Points |
| ----------------------------------- | ----------------------------------- | ------------------------ | ------ |
| Médaille d'or, Jeux olympiques      | Andreas Wecker                      | Allemagne                | 9.850  |
| Médaille d'argent, Jeux olympiques  | Krasimir Dounev                     | Bulgarie                 | 9.825  |
| Médaille de bronze, Jeux olympiques | Vitaly Scherbo Fan Bin Alexei Nemov | Biélorussie Chine Russie | 9.800  |

## Résultats femmes

### Concours général par équipes femmes
| Médaille                            | Nom | Pays       | Points  |
| ----------------------------------- | --- | ---------- | ------- |
| Médaille d'or, Jeux olympiques      | Shannon Miller Dominique Dawes Kerri Strug Dominique Moceanu Jaycie Phelps Amy Chow Amanda Borden                      | États-Unis | 389.225 |
| Médaille d'argent, Jeux olympiques  | Dina Kotchetkova Rozalia Galiyeva Svetlana Khorkina Elena Grosheva Evgenia Kuznetsova Oksana Liapina Elena Dolgopolova | Russie     | 388.404 |
| Médaille de bronze, Jeux olympiques | Lavinia Milosovici Gina Gogean Alexandra Marinescu Simona Amânar Mirela Tugurlan Ionela Loaies                         | Roumanie   | 388.246 |

### Concours général individuel femmes
| Médaille                            | Nom                              | Pays     | Points |
| ----------------------------------- | -------------------------------- | -------- | ------ |
| Médaille d'or, Jeux olympiques      | Lilia Podkopayeva                | Ukraine  | 39.255 |
| Médaille d'argent, Jeux olympiques  | Gina Gogean                      | Roumanie | 39.075 |
| Médaille de bronze, Jeux olympiques | Simona Amânar Lavinia Milosovici | Roumanie | 39.067 |

### Finales par engins

#### Saut femmes
| Médaille                            | Nom           | Pays     | Points |
| ----------------------------------- | ------------- | -------- | ------ |
| Médaille d'or, Jeux olympiques      | Simona Amânar | Roumanie | 9.825  |
| Médaille d'argent, Jeux olympiques  | Mo Huilan     | Chine    | 9.768  |
| Médaille de bronze, Jeux olympiques | Gina Gogean   | Roumanie | 9.750  |

#### Barres asymétriques femmes
| Médaille                            | Nom                 | Pays             | Points |
| ----------------------------------- | ------------------- | ---------------- | ------ |
| Médaille d'or, Jeux olympiques      | Svetlana Khorkina   | Russie           | 9.850  |
| Médaille d'argent, Jeux olympiques  | Amy Chow Bi Wenjing | États-Unis Chine | 9.837  |
| Médaille de bronze, Jeux olympiques | -                   | -                | -      |

#### Poutre femmes
| Médaille                            | Nom               | Pays       | Points |
| ----------------------------------- | ----------------- | ---------- | ------ |
| Médaille d'or, Jeux olympiques      | Shannon Miller    | États-Unis | 9.862  |
| Médaille d'argent, Jeux olympiques  | Lilia Podkopayeva | Ukraine    | 9.825  |
| Médaille de bronze, Jeux olympiques | Gina Gogean       | Roumanie   | 9.787  |

#### Sol femmes
| Médaille                            | Nom               | Pays       | Points |
| ----------------------------------- | ----------------- | ---------- | ------ |
| Médaille d'or, Jeux olympiques      | Lilia Podkopayeva | Ukraine    | 9.887  |
| Médaille d'argent, Jeux olympiques  | Simona Amânar     | Roumanie   | 9.850  |
| Médaille de bronze, Jeux olympiques | Dominique Dawes   | États-Unis | 9.837  |

## Tableau des médailles

### Hommes
| Rang  | Nation       | Or | Argent | Bronze | Total |
| ----- | ------------ | -- | ------ | ------ | ----- |
| 1     | Russie       | 2  | 1      | 3      | 6     |
| 2     | Chine        | 1  | 2      | 1      | 4     |
| 3     | Ukraine      | 1  | 0      | 1      | 2     |
| 4     | Allemagne    | 1  | 0      | 0      | 1     |
| 4     | Grèce        | 1  | 0      | 0      | 1     |
| 4     | Italie       | 1  | 0      | 0      | 1     |
| 4     | Suisse       | 1  | 0      | 0      | 1     |
| 8     | Roumanie     | 0  | 2      | 0      | 2     |
| 9     | Corée du Sud | 0  | 1      | 0      | 1     |
| 9     | Bulgarie     | 0  | 1      | 0      | 1     |
| 9     | États-Unis   | 0  | 1      | 0      | 1     |
| 9     | Hongrie      | 0  | 1      | 0      | 1     |
| 13    | Biélorussie  | 0  | 0      | 4      | 4     |
| Total | Total        | 8  | 9      | 9      | 26    |

### Femmes
| Rang  | Nation     | Or | Argent | Bronze | Total |
| ----- | ---------- | -- | ------ | ------ | ----- |
| 1     | États-Unis | 2  | 1      | 1      | 4     |
| 2     | Ukraine    | 2  | 1      | 0      | 3     |
| 3     | Roumanie   | 1  | 2      | 5      | 8     |
| 4     | Russie     | 1  | 1      | 0      | 2     |
| 5     | États-Unis | 0  | 2      | 0      | 2     |
| Total | Total      | 6  | 7      | 6      | 19    |

### Confondu
| Rang  | Nation       | Or | Argent | Bronze | Total |
| ----- | ------------ | -- | ------ | ------ | ----- |
| 1     | Russie       | 3  | 2      | 3      | 8     |
| 2     | Ukraine      | 3  | 1      | 1      | 5     |
| 3     | États-Unis   | 2  | 2      | 1      | 5     |
| 4     | Roumanie     | 1  | 4      | 5      | 10    |
| 5     | Chine        | 1  | 4      | 1      | 6     |
| 6     | Allemagne    | 1  | 0      | 0      | 1     |
| 6     | Grèce        | 1  | 0      | 0      | 1     |
| 6     | Italie       | 1  | 0      | 0      | 1     |
| 6     | Suisse       | 1  | 0      | 0      | 1     |
| 10    | Corée du Sud | 0  | 1      | 0      | 1     |
| 10    | Bulgarie     | 0  | 1      | 0      | 1     |
| 10    | Hongrie      | 0  | 1      | 0      | 1     |
| 13    | Biélorussie  | 0  | 0      | 4      | 4     |
| Total | Total        | 14 | 16     | 15     | 45    |